# 甲奴郡
- 令制国一覧 > 山陽道 > 備後国 > 甲奴郡
- 日本 > 中国地方 > 広島県 > 甲奴郡

甲奴郡（こうぬぐん）は、かつて広島県（備後国）に存在した郡。

## 郡域
1878年（明治11年）に行政区画として発足した当時の郡域は、下記の区域にあたる。
- 府中市の一部（上下町松崎を除く上下町各町）
- 三次市の一部（甲奴町本郷、甲奴町西野、甲奴町梶田、吉舎町上安田、吉舎町知和より北東）
- 庄原市の一部（総領町各町）
- 神石郡神石高原町の一部（階見）

## 歴史
和銅2年10月8日（709年11月13日）、芦田郡から甲努村を分離して成立。名前の由来については、川沿いに広がる土地を指す「河野」「河内野（カハフチ野）」が訛ったという説や、傾斜した土地を意味する「傾き野（かぶきの）」が変化したという説など諸説存在する。古くから鉄の産地として知られ、平安時代初期には鉄を朝廷に献上していた記録が残る。当初は「かふの」とも読まれた。

### 近世以降の沿革
- 「旧高旧領取調帳」に記載されている明治初年時点での支配は以下の通り。幕府領は倉敷代官所が管轄。（32村）

| 知行   | 知行       | 村数 | 村名                                                                                                 |
| ------ | ---------- | ---- | --- |
| 幕府領 | 幕府領     | 12村 | 上下村、小堀村、小塚村、黒目村、有福村、福田村、有田村、亀谷村、下領家村、中領家村、上領家村、五箇村 |
| 藩領   | 安芸広島藩 | 8村  | 稲草村、木屋村、知和村、梶田村、西野村、本郷村、深江村、矢野村                                       |
| 藩領   | 豊前中津藩 | 12村 | 階見村、岡屋村、斗升村、水永村、佐倉村、矢多田村、井永村、二森村、国留村、抜湯村、太郎丸村、安田村   |

- 慶応4年5月16日（1868年7月5日） - 幕府領が倉敷県の管轄となる。
- 明治4年
  - 7月14日（1871年8月29日） - 廃藩置県により、藩領が広島県、中津県の管轄となる。
  - 11月15日（1871年12月26日） - 第1次府県統合により、全域が広島県の管轄となる。
- 明治11年（1878年）11月1日 - 郡区町村編制法の広島県での施行により、行政区画としての甲奴郡が発足。「甲奴世羅三谿郡」役所が世羅郡甲山町に設置され、同郡・三谿郡とともに管轄。
- 明治22年（1889年）4月1日 - 町村制の施行により、以下の各村が発足。［ ］は合併した村。（29村）
  - 上下村、矢野村［深江村・国留村・矢野村・矢多田村］、佐倉村、井永村、水永村、斗升村、岡屋村（現・府中市）
  - 階見村（現・府中市、神石郡神石高原町）
  - 二森村、小塚村、小堀村、有福村（現・府中市）
  - 稲草村、下領家村、木屋村（現・庄原市）
  - 太郎丸村、知和村、安田村、抜湯村、有田村（現・三次市）
  - 五箇村、黒目村、亀谷村、上領家村、中領家村（現・庄原市）
  - 福田村、西野村、梶田村、本郷村（現・三次市）
- 明治28年（1895年）10月1日（19村）
  - 佐倉村・井永村・水永村・斗升村・岡屋村が合併して清岳村が発足。
  - 福田村・西野村・梶田村・本郷村が合併して甲奴村が発足。
  - 二森村・小塚村・小堀村・有福村が合併して吉野村が発足。
- 明治30年（1897年）6月5日 - 上下村が町制施行して上下町となる。（1町18村）
- 明治32年（1899年）7月1日 - 郡制を施行。「芦品神石甲奴郡役所」が芦品郡府中町に設置され、同郡・神石郡とともに管轄[要出典]。上下町に郡役所が置かれる[注釈 1]。
- 明治45年（1912年）1月1日 - 稲草村・下領家村・木屋村が合併して田総村が発足。（1町16村）
- 大正元年（1912年）10月1日 - 太郎丸村・知和村・安田村・抜湯村・有田村が合併して上川村が発足。（1町12村）
- 大正2年（1913年）2月1日 - 五箇村・黒目村・亀谷村・上領家村・中領家村が合併して領家村が発足。（1町8村）
- 大正12年（1923年）4月1日 - 郡会が廃止。郡役所は存続。
- 大正15年（1926年）7月1日 - 郡役所が廃止。以降は地域区分名称となる。
- 昭和29年（1954年）3月31日（1町4村）
  - 上下町・矢野村・清岳村・吉野村・階見村の大部分が合併し、改めて上下町が発足。
  - 階見村の一部が神石郡高蓋村に編入。
- 昭和30年（1955年）3月31日（3町）
  - 領家村・田総村が合併して総領町が発足。
  - 上川村の一部（知和および安田・太郎丸の各一部）が双三郡吉舎町に編入。
  - 甲奴村および上川村の残部が合併して甲奴町が発足。
- 昭和32年（1957年）6月10日 - 上下町が世羅郡甲山町の一部（松崎）を編入。
- 昭和33年（1958年）10月10日 - 甲奴町が世羅郡広定村と合併し、改めて甲奴町が発足。
- 平成16年（2004年）4月1日（1町）
  - 上下町が府中市に編入。
  - 甲奴町が三次市・双三郡君田村・布野村・作木村・吉舎町・三良坂町・三和町と合併し、改めて三次市が発足。郡より離脱。
- 平成17年（2005年）3月31日 - 総領町が庄原市・比婆郡西城町・東城町・口和町・高野町・比和町と合併し、改めて庄原市が発足。同日甲奴郡消滅。

### 変遷表
| 明治22年以前 | 明治22年以前 | 明治22年4月1日 町村制施行 | 明治22年 - 大正15年        | 昭和元年 - 昭和29年                | 昭和30年 - 昭和64年                | 昭和30年 - 昭和64年                | 平成元年 - 現在                         | 現在              |
| ------------ | ------------ | ------------------------- | -------------------------- | ---------------------------------- | ---------------------------------- | ---------------------------------- | --------------------------------------- | ----------------- |
| 階見村       | ごく一部     | 階見村                    | 階見村                     | 昭和29年3月31日 神石郡高蓋村に編入 | 昭和30年3月31日 神石郡三和町の一部 | 昭和30年3月31日 神石郡三和町の一部 | 平成16年11月5日 神石郡神石高原町 の一部 | 神石郡 神石高原町 |
| 階見村       | 大部分       | 階見村                    | 階見村                     | 昭和29年3月31日 上下町             | 上下町                             | 上下町                             | 平成16年4月1日 府中市に編入             | 府中市            |
| 上下村       | 上下村       | 上下村                    | 明治30年5月7日 町制 上下町 | 昭和29年3月31日 上下町             | 上下町                             | 上下町                             | 平成16年4月1日 府中市に編入             | 府中市            |
| 井永村       | 井永村       | 井永村                    | 明治28年10月1日 清岳村     | 昭和29年3月31日 上下町             | 上下町                             | 上下町                             | 平成16年4月1日 府中市に編入             | 府中市            |
| 岡屋村       | 岡屋村       | 岡屋村                    | 明治28年10月1日 清岳村     | 昭和29年3月31日 上下町             | 上下町                             | 上下町                             | 平成16年4月1日 府中市に編入             | 府中市            |
| 佐倉村       | 佐倉村       | 佐倉村                    | 明治28年10月1日 清岳村     | 昭和29年3月31日 上下町             | 上下町                             | 上下町                             | 平成16年4月1日 府中市に編入             | 府中市            |
| 斗升村       | 斗升村       | 斗升村                    | 明治28年10月1日 清岳村     | 昭和29年3月31日 上下町             | 上下町                             | 上下町                             | 平成16年4月1日 府中市に編入             | 府中市            |
| 水永村       | 水永村       | 水永村                    | 明治28年10月1日 清岳村     | 昭和29年3月31日 上下町             | 上下町                             | 上下町                             | 平成16年4月1日 府中市に編入             | 府中市            |
| 有福村       | 有福村       | 有福村                    | 明治28年10月1日 吉野村     | 昭和29年3月31日 上下町             | 上下町                             | 上下町                             | 平成16年4月1日 府中市に編入             | 府中市            |
| 小塚村       | 小塚村       | 小塚村                    | 明治28年10月1日 吉野村     | 昭和29年3月31日 上下町             | 上下町                             | 上下町                             | 平成16年4月1日 府中市に編入             | 府中市            |
| 小堀村       | 小堀村       | 小堀村                    | 明治28年10月1日 吉野村     | 昭和29年3月31日 上下町             | 上下町                             | 上下町                             | 平成16年4月1日 府中市に編入             | 府中市            |
| 二森村       | 二森村       | 二森村                    | 明治28年10月1日 吉野村     | 昭和29年3月31日 上下町             | 上下町                             | 上下町                             | 平成16年4月1日 府中市に編入             | 府中市            |
| 矢野村       | 矢野村       | 矢野村                    | 矢野村                     | 昭和29年3月31日 上下町             | 上下町                             | 上下町                             | 平成16年4月1日 府中市に編入             | 府中市            |
| 深江村       |              | 矢野村                    | 矢野村                     | 昭和29年3月31日 上下町             | 上下町                             | 上下町                             | 平成16年4月1日 府中市に編入             | 府中市            |
| 国留村       |              | 矢野村                    | 矢野村                     | 昭和29年3月31日 上下町             | 上下町                             | 上下町                             | 平成16年4月1日 府中市に編入             | 府中市            |
| 矢多田村     |              | 矢野村                    | 矢野村                     | 昭和29年3月31日 上下町             | 上下町                             | 上下町                             | 平成16年4月1日 府中市に編入             | 府中市            |
| 世羅郡松崎村 | 世羅郡松崎村 | 世羅郡三川村 の一部       | 世羅郡三川村の一部         | 世羅郡三川村の一部                 | 昭和32年2月11日 世羅郡甲山町の一部 | 昭和32年6月10日 上下町に編入       | 平成16年4月1日 府中市に編入             | 府中市            |
| 世羅郡広定村 | 世羅郡広定村 | 世羅郡広定村              | 世羅郡広定村               | 世羅郡広定村                       | 世羅郡広定村                       | 昭和33年10月10日 甲奴町            | 平成16年4月1日 三次市の一部             | 三次市            |
| 西野村       | 西野村       | 西野村                    | 明治28年10月1日 甲奴村     | 甲奴村                             | 昭和30年3月31日 甲奴町             | 昭和33年10月10日 甲奴町            | 平成16年4月1日 三次市の一部             | 三次市            |
| 梶田村       | 梶田村       | 梶田村                    | 明治28年10月1日 甲奴村     | 甲奴村                             | 昭和30年3月31日 甲奴町             | 昭和33年10月10日 甲奴町            | 平成16年4月1日 三次市の一部             | 三次市            |
| 福田村       | 福田村       | 福田村                    | 明治28年10月1日 甲奴村     | 甲奴村                             | 昭和30年3月31日 甲奴町             | 昭和33年10月10日 甲奴町            | 平成16年4月1日 三次市の一部             | 三次市            |
| 本郷村       | 本郷村       | 本郷村                    | 明治28年10月1日 甲奴村     | 甲奴村                             | 昭和30年3月31日 甲奴町             | 昭和33年10月10日 甲奴町            | 平成16年4月1日 三次市の一部             | 三次市            |
| 有田村       | 有田村       | 有田村                    | 大正元年11月1日 上川村     | 上川村                             | 昭和30年3月31日 甲奴町             | 昭和33年10月10日 甲奴町            | 平成16年4月1日 三次市の一部             | 三次市            |
| 安田村       | 一部         | 安田村                    | 大正元年11月1日 上川村     | 上川村                             | 昭和30年3月31日 甲奴町             | 昭和33年10月10日 甲奴町            | 平成16年4月1日 三次市の一部             | 三次市            |
| 安田村       | 一部         | 安田村                    | 大正元年11月1日 上川村     | 上川村                             | 昭和30年3月31日 双三郡吉舎町に編入 | 双三郡吉舎町                       | 平成16年4月1日 三次市の一部             | 三次市            |
| 知和村       | 知和村       | 知和村                    | 大正元年11月1日 上川村     | 上川村                             | 昭和30年3月31日 双三郡吉舎町に編入 | 双三郡吉舎町                       | 平成16年4月1日 三次市の一部             | 三次市            |
| 太郎丸村     | 一部         | 太郎丸村                  | 大正元年11月1日 上川村     | 上川村                             | 昭和30年3月31日 双三郡吉舎町に編入 | 双三郡吉舎町                       | 平成16年4月1日 三次市の一部             | 三次市            |
| 太郎丸村     | 一部         | 太郎丸村                  | 大正元年11月1日 上川村     | 上川村                             | 昭和30年3月31日 甲奴町             | 昭和33年10月10日 甲奴町            | 平成16年4月1日 三次市の一部             | 三次市            |
| 抜湯村       | 抜湯村       | 抜湯村                    | 大正元年11月1日 上川村     | 上川村                             | 昭和30年3月31日 甲奴町             | 昭和33年10月10日 甲奴町            | 平成16年4月1日 三次市の一部             | 三次市            |
| 稲草村       | 稲草村       | 稲草村                    | 明治45年1月1日 田総村      | 田総村                             | 昭和30年3月31日 総領町             | 昭和30年3月31日 総領町             | 平成17年3月31日 庄原市の一部            | 庄原市            |
| 木屋村       | 木屋村       | 木屋村                    | 明治45年1月1日 田総村      | 田総村                             | 昭和30年3月31日 総領町             | 昭和30年3月31日 総領町             | 平成17年3月31日 庄原市の一部            | 庄原市            |
| 下領家村     | 下領家村     | 下領家村                  | 明治45年1月1日 田総村      | 田総村                             | 昭和30年3月31日 総領町             | 昭和30年3月31日 総領町             | 平成17年3月31日 庄原市の一部            | 庄原市            |
| 上領家村     | 上領家村     | 上領家村                  | 大正2年2月1日 領家村       | 領家村                             | 昭和30年3月31日 総領町             | 昭和30年3月31日 総領町             | 平成17年3月31日 庄原市の一部            | 庄原市            |
| 中領家村     | 中領家村     | 中領家村                  | 大正2年2月1日 領家村       | 領家村                             | 昭和30年3月31日 総領町             | 昭和30年3月31日 総領町             | 平成17年3月31日 庄原市の一部            | 庄原市            |
| 亀谷村       | 亀谷村       | 亀谷村                    | 大正2年2月1日 領家村       | 領家村                             | 昭和30年3月31日 総領町             | 昭和30年3月31日 総領町             | 平成17年3月31日 庄原市の一部            | 庄原市            |
| 黒目村       | 黒目村       | 黒目村                    | 大正2年2月1日 領家村       | 領家村                             | 昭和30年3月31日 総領町             | 昭和30年3月31日 総領町             | 平成17年3月31日 庄原市の一部            | 庄原市            |
| 五箇村       | 五箇村       | 五箇村                    | 大正2年2月1日 領家村       | 領家村                             | 昭和30年3月31日 総領町             | 昭和30年3月31日 総領町             | 平成17年3月31日 庄原市の一部            | 庄原市            |

## 行政
甲奴・世羅・三谿郡長
| 代 | 氏名 | 就任年月日                | 退任年月日                | 備考 |
| -- | ---- | ------------------------- | ------------------------- | ---- |
| 1  |      | 明治11年（1878年）11月1日 |                           |      |
|    |      |                           | 明治31年（1898年）9月30日 | 廃官 |

芦品・神石・甲奴郡長
| 代 | 氏名       | 就任年月日                | 退任年月日                | 備考                                  |
| -- | ---------- | ------------------------- | ------------------------- | ------------------------------------- |
| 1  | 齋藤次郎   | 明治32年（1899年）5月1日  | 明治42年（1909年）6月24日 | 前職は芦田・品治・神石・甲奴郡長      |
| 2  | 小林正敏   | 明治42年（1909年）6月24日 | 明治45年（1912年）3月30日 | 前職は比婆郡長                        |
| 3  | 黒川林之助 | 明治45年（1912年）3月30日 | 大正4年（1915年）7月3日   | 前職は神石郡長                        |
| 4  | 藤崎供隣   | 大正4年（1915年）7月3日   | 大正9年（1920年）4月1日   | 前職は広島県警視                      |
| 5  | 石栗巍     | 大正9年（1920年）4月1日   | 大正12年（1923年）2月26日 | 前職は島根県飯石郡長                  |
| 6  | 柏四郎九   | 大正12年（1923年）2月26日 | 大正15年（1926年）6月30日 | 前職は世羅郡長 郡役所廃止により、廃官 |